# KÖHV Sängerschaft Waltharia Wien
Die Katholische Österreichische Hochschulverbindung Sängerschaft Waltharia (kurz: Sängerschaft Waltharia) ist eine farbentragende, nichtschlagende katholische Studentenverbindung mit gemischtem Chor in Wien und Mitglied im Österreichischen Cartellverband. Sie ist nicht mit der Akademischen Landsmannschaft Waltharia zu Wien zu verwechseln.

## Verbindung
Waltharia ist Mitglied im Österreichischen Cartellverband ÖCV. Die Hochschulverbindung besteht aus männlichen, katholischen Studenten und Akademikern, die als „Waltharen“ bezeichnet werden. Der Name nimmt Bezug auf den Minnesänger Walther von der Vogelweide. Gegründet wurde die Sängerschaft am 19. November 1928, dem 100. Todestag von Franz Schubert, als katholische, österreichtreue Antithese zu den Sängerschaften der deutsch-nationalen, schlagenden Burschenschaften.
Eine wichtige Aufgabe der Verbindung ist die Heranbildung der studentischen Jugend mit einem Wertekanon, der sich an den vier Prinzipien des ÖCVs orientiert: scientia, patria, religio und amicitia. Als katholische Couleurstudenten lehnen die Waltharen waffenstudentische Duelle oder Mensuren als Mittel der Satisfaktion ab.
Die Farben des Burschenbandes sind Blau-Silber-Grün, jene des Fuxenbandes Blau-Grün-Blau. Der Wahlspruch lautet: Deutsch in Lied und Art. Die KÖHV Sängerschaft Waltharia im ÖCV bekennt sich zur Republik Österreich und ihrer demokratischen Verfassung.

## Chor
Mit der Verbindung wurde auch ein Chor gegründet, dem jedes Verbindungsmitglied angehörte. Der erste Chormeister, Georg Gruber, wollte einen gemischten Chor von etwa 40 Stimmen organisieren, was durch die Einladung einiger Chordamen auch gelang. Repertoire sollte klassische Kirchenmusik des 15. und 16. Jahrhunderts sein, aber auch die Kompositionen zeitgenössischer katholischer Komponisten, die ihrer Gesinnung wegen damals totgeschwiegen wurden. Die ersten Aufführungen waren am 10. März 1929 in der Universitätskirche die Deutsche Messe von Franz Schubert und am 17. November 1929 in der Mariahilfer Kirche die Wiener Erstaufführung der großen Messe In medio vita von Karl Koch.
Georg Gruber wurde zum Chorleiter der Wiener Sängerknaben berufen, Fritz Krull und Franz Burkhart wurden seine Nachfolger bei Waltharia. Unter ihrer Leitung waren besondere Höhepunkte die Aufführung von Joseph Haydns Oratorium Die Schöpfung 1932 in der Mariahilfer- und 1937 in der Schottenkirche sowie der Vortrag von Anton Bruckners Festkantate im Rahmen der Brucknerfeier an der Universität Wien hervorgehoben. In Anbetracht ihrer Leistungen wurde Waltharia 1937 durch den Akademischen Senat der Universität Wien der Titel Universitätssängerschaft verliehen.
Mit der Auflösung der Verbindung 1938 wurde das musikalische Leben des Chores unterbrochen. Er konnte sich erst wieder 1948 unter dem neuen Chormeister Robert Filzwieser zusammenfinden. Höhepunkt von dessen musikalischer Tätigkeit war 1952 die musikalische Gestaltung einer Akademikermesse im Rahmen der Wiedereröffnungsfeier des Wiener Stephansdoms. Das Orchester stellten die Wiener Philharmoniker.
Ab den 1950er Jahren nahm der Chor erfolgreich an zahlreichen Chorwettbewerben in Österreich, Italien und Dänemark teil. So belegte der Chor 1969 den dritten Platz (Kunstlied) beim Internationalen Chorwettbewerb im Schloss Porcia. Chorleiter waren unter anderen Antal Barnás, Robert Kovács, Bruno Wind, Christoph Wutscher und Michael Zlabinger. Nach Angaben der Österreichischen Sängerzeitung machten „Konzerte, Rundfunkaufnahmen und gute Placierungen bei internationalen Chorwettbewerben die silbergrauen Studentenmützen zum Markenartikel“.
Mehrere Kompositionen wurden der Sängerschaft gewidmet, so Sätze von Studentenliedern komponiert von Hans Bauernfeind, und Augustin Kubizek, die 1963 im Musikverlag Doblinger Wien veröffentlicht wurden.
Bis heute hat sich der Chor seinen Gründungsideen verschrieben und führt regelmäßig zu eigenen und fremden Stiftungsfesten, Feiern oder Festakten ein breites Repertoire von sakralem und studentischem Liedgut auf. Der Chor gibt ferner Kompositionen zeitgenössischer österreichischer Chormusik in Auftrag, zuletzt eine Adventskantate von Paul Koutnik. Seine Mitglieder bestehen heute nicht nur aus Couleurstudenten, da der Chor allen interessierten und talentierten Chorsängerinnen und -sängern offensteht.
Der Chor ist Mitglied im Chorverband Österreich.

## Geschichte
Inspiriert durch einen Umzug anlässlich des Sängertages des Deutschen Sängerbundes in Wien wurde am 19. November 1928, dem 100. Todestag Franz Schuberts, die Katholische Akademische Sängerschaft Waltharia Wien als Tochterverbindung der ebenfalls katholischen Studentenverbindung KÖStV Austria Wien gegründet. Zwar gab es in Österreich bereits einige schlagende Sängerschaften, Waltharia jedoch war die erste katholische (und damit nichtschlagende).

### Nationalsozialismus
Nach dem „Anschluss“ Österreichs 1938 musste der Verbindungsbetrieb im Sommersemester 1938 eingestellt werden. Nach einem letzten Konzert am 7. März sollte das gesamte Inventar dem NS-Studentenbund übergeben werden. Am 10. März wurde das Verbindungsheim amtlich versiegelt. Darauf wurde das Haus jedoch von der SA gestürmt und verwüstet. In der Folge wurden im Staatsdienst befindliche Mitglieder Waltharias ihrer Posten enthoben oder nach Deutschland oder in die Provinz versetzt. Waltharias Aktive wurden zum Arbeitsdienst eingezogen und Waltharia konnte ihre Treffen nur mehr in geheimen Arrangements abhalten. Am 15. März 1938 gründete Gottfried Lerch die NS-Widerstandsbewegung Austro-Europäische Resistance.
Nach Österreichs Befreiung durch die Alliierten wurde die Verbindung reaktiviert und trat am 29. April 1948 anlässlich einer Veranstaltung der Katholischen Akademie zum ersten Mal wieder öffentlich auf. Am 16. März 1949 konnte das erste Chorkonzert, ein Mozart-Requiem zum Gedenken an die Gefallenen, begleitet vom Tonkünstler-Orchester im Wiener Konzerthaus aufgeführt werden.

### Waltharia und der Österreichische Cartellverband
Obgleich nicht Vollmitglied wurde die nominell verbandsfreie Waltharia als zum ÖCV gehörig empfunden und in der Öffentlichkeit auch so wahrgenommen.
Ab dem Sommersemester 1957 wurde jedoch im Lichte einer schrumpfenden Aktivitas, sprich einem Rückgang der neuen Mitglieder, die Stellung als befreundete Verbindung des ÖCV nicht mehr als glückliche Lösung angesehen. Nachdem die Führung der Geschäfte an den damaligen Philistersenior Rudolf Klein übergeben worden war, bemühte man sich um eine Aufnahme in den ÖCV und stellte auf der CVV 1957 einen diesbezüglichen Antrag, der angenommen wurde. Waltharia musste jedoch den ausschließlichen Charakter einer Sängerschaft aufgeben. Die Sangesprüfung wurde ab nun nur mehr von jenen Waltharen verlangt, die eine Mitgliedschaft im Chor anstrebten. Auf der CVV 1958 wurde schließlich Waltharias endgültige Aufnahme in den ÖCV beschlossen.
Am 4. Juni 1957 richtete die Verbindung an den akademischen Senat der Wiener Universität ein Ansuchen um Zuerkennung des Titels Universitätssängerschaft. Auf Grund dieses Ansuchens wurde die Korporation darüber informiert, dass die im Jahre 1937 vorgenommene Verleihung dieses Titels auch weiterhin zu Recht bestand.
Bei der 600-Jahr-Feier der Universität Wien trug die Universitätssängerschaft Waltharia das Ecce quomodo moritur von Jacobus Gallus vor.
1978, rechtzeitig zum 50. Stiftungsfest der Waltharia, wurde die Verbindung mit überwältigender Mehrheit zum Vorort gewählt. Waltharia tauschte mit dem damaligen Vorort des deutschen Cartellverbands, der KDStV Grotenburg zu Köln Freundschaftsbänder, woraus ein noch bis heute bestehender, enger Kontakt zwischen den beiden Verbindungen resultiert. Im Jahre 2012 ging die KDStV Grotenburg, im Zuge einer Fusion in der KDStV Asgard auf. Darüber hinaus wurde als Tochterverbindung auch die KÖaV Floriana St. Pölten (aufgenommen im ÖCV 1979) gegründet, deren Mutterverbindung Waltharia ist.
Die „Waltharia“ hat im Kreis der 50 katholischen ÖCV-Verbindungen und im gesamten deutschen Sprachraum das Alleinstellungsmerkmal der einzigen katholischen Sängerschaft.
Am 12. Jänner 2019 haben Vertreter aller Verbindungen des ÖCV die KÖHV Sängerschaft Waltharia zum zweiten Mal in ihrer Geschichte einstimmig zum Vorort gewählt. Ab 1. Juli 2019 steht das Team der Waltharia dem Österreichischen Cartellverband vor. Es hat sich zum Ziel gesetzt, dem Cartellverband durch Gesprächsbereitschaft und einen Fokus auf inhaltliche Positionen zu stärkerer Relevanz zu verhelfen. Auch soll ehrenamtliches gesellschaftliches Engagement gefördert und in der Öffentlichkeit höher wertgeschätzt werden.

## Bekannte Mitglieder
- Othmar Karas (* 1957), Politiker (ÖVP), Vizepräsident des Europäischen Parlaments, Präsident des Österreichischen Hilfswerks
- Matthias Tschirf (* 1957), Politiker (ÖVP), Klubobmann im Wiener Landtag und Gemeinderat
- Manfred Waldenmair-Lackenbach (* 1956), Kommunikationsberater, Autor und bildender Künstler
- Günter Virt (* 1940), Moraltheologe, Mitglied der Österreichischen Bioethikkommission und der Leitethikkommission des Europarates
- Edmund Freibauer (1937–2022), Politiker (ÖVP),  Bürgermeister von Mistelbach an der Zaya, Landesrat und Landtagspräsident des Landes Niederösterreich
- Richard Kaiser (1935–2019), Politiker (ÖVP), Nationalratsabgeordneter und Bundesratsabgeordneter der Republik Österreich
- Alois Mock[18] (1934–2017), Politiker (ÖVP), Unterrichtsminister, Außenminister und Vizekanzler der Republik Österreich
- Otto Hittmair[19] (1924–2003), Physiker, Präsident der Österreichischen Akademie der Wissenschaften
- Hans Walther Kaluza (1937–2010), Universitätsprofessor